# Klein Brak River
Klein Brak River (afrikaans Klein-Brakrivier, engelska även Little Brak River) är en kustflod i  Västra Kapprovinsen i Sydafrika. Den börjar vid sammanflödet av floderna Brandwag och Mordkuil vilka båda kommer från Kapveckbältets sydsluttning. Klein Brak River är endast tre kilometer lång, genomflyter kustslätten och mynnar i Indiska Oceanen vid byn Klein-Brakrivier, 10 km norr om Mossel Bay. Vattenföringen påverkas av tidvattnet.

## Ekonomisk betydelse
Floden används till konstbevattning. Vid Mordkuils nedre lopp ligger reservoaren Klipheuwel Dam som ger dricksvatten åt Mossel Bay. 

## Ekologi
Avrinningsområdets flora och fauna har påverkats av invasiva arter som vattenhyacint och svartabborre. I Brandwags nedre lopp ligger den 210 ha stora slättvåtmarken Geelbeeksvlei. Större byar har vattenreningsverk.